# Imbrius ephebus
Imbrius ephebus là một loài bọ cánh cứng trong họ Cerambycidae.